# بهجة

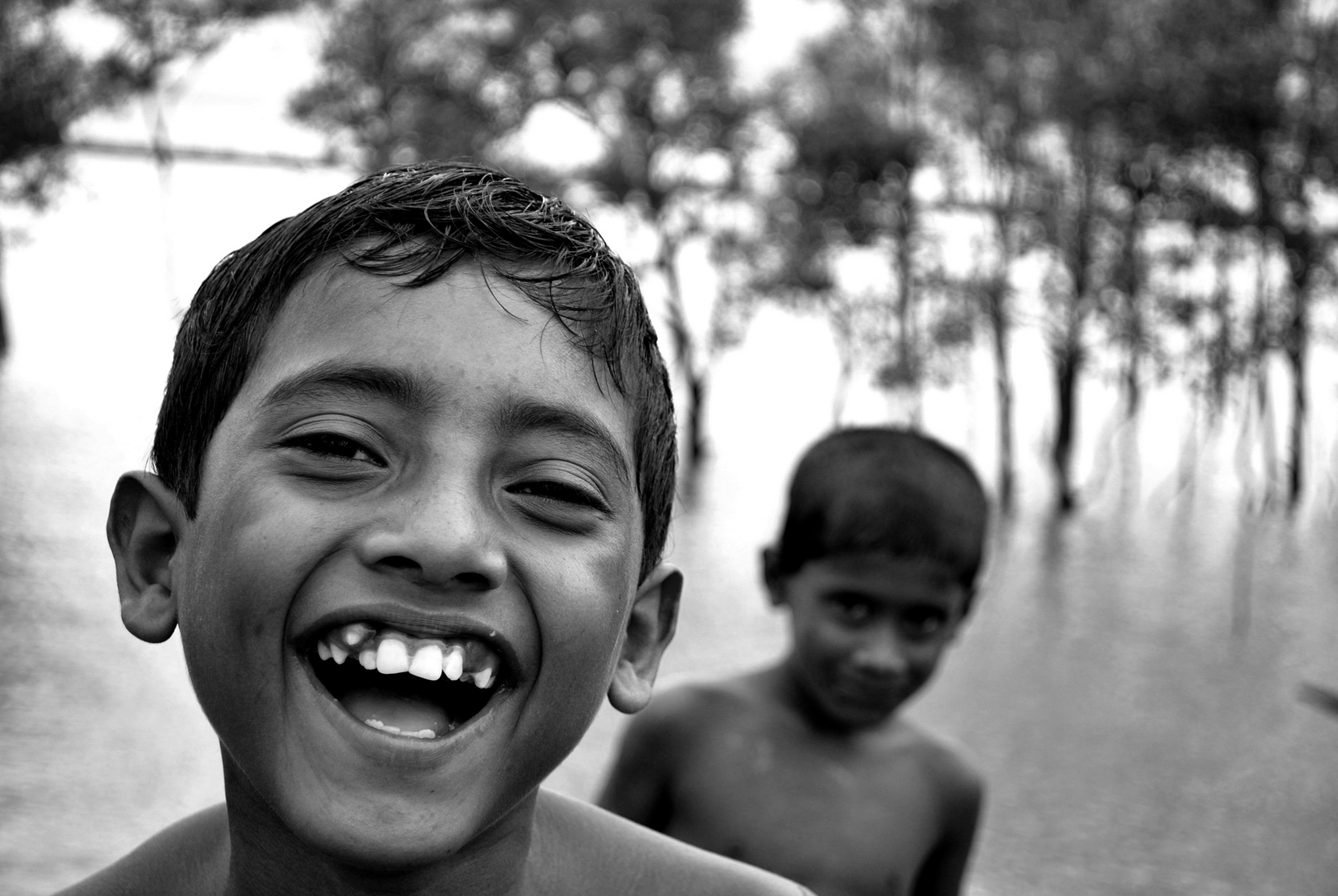
الضحك هو التعبير المثالي عن الفرح

البهجة هي الاستجابة العاطفية لملاحظة أو ذكرى ممتعة. ويكون السبب وراء الاستجابة المبهجة عادة هو تلبية توقع أو حاجة ما. يعبّر عن البهجة عادةً بابتسامة, ضحكة أو الهتاف فرحًا.
تختلف البهجة عن السعادة في كونها شعور، بينما السعادة هي ما قد نظنه شعورًا بينما لا يغدو إلا شيئًا عابرًا. ويُظنّ أنّ الفرح هو «البعد العاطفي للحياة الجيدة، تلك الحياة التي تسير على ما يرام وتُعاش بشكل جيد أيضًا.»